# Бинарное изображение
| Пример бинарного изображения, записанного байтами, где 1 бит представляет 1 пиксель (двоичный, шестнадцатеричный, графический виды) |
| --- |
| 11111110 01111110 11100011 000011 00011000 11110011 11111110 00011000 11011011 000011 00011000 11001111 11111110 01111110 11000111  |
| FE 7E E3 C3 18 F3 FE 18 DB C3 18 CF FE 7E C7                                                                                        |
| |

Бинарное изображение (двухуровневое, двоичное) — разновидность цифровых растровых изображений, когда каждый пиксел может представлять только один из двух цветов.
Значения каждого пиксела условно кодируются как «0» и «1». Значение «0» условно называют задним планом или фоном (англ. background), а «1» —передним планом (англ. foreground).
Часто при хранении цифровых бинарных изображений применяется битовая карта, где используют один бит информации для представления одного пиксела.
Также, особенно на ранних этапах развития техники, двумя возможными цветами были чёрный и белый, что не является обязательным.
Из-за этого бинарное изображение иногда могут называть однобитным, монохромным, чёрно-белым и т. д., что не совсем верно (см. Неоднозначность терминологии.)
Бинарные изображения можно рассматривать как частный случай цветного индексированного изображения с палитрой из двух цветов различных оттенков или как частный случай полутонового изображения при использовании цветов одного оттенка с различной яркостью.

## Алгоритмы сжатия и форматы файлов
Благодаря наличию всего двух возможных значений пикселов («0» и «1») бинарные изображения, а однобитовые бинарные — в ещё большей степени, очень хорошо сжимаются, особенно с использованием словаря данных, и отличаются малым объёмом данных по сравнению с другими типами растровых изображений.
Наиболее популярные алгоритмы сжатия бинарных изображений, используемые в различных форматах файлов, для хранения в оперативной памяти и для пересылки по компьютерным сетям и коммутируемым каналам связи:
- PackBits
- RLE
- JBIG / JBIG2 (наиболее эффективный)
- LZW
- CCITT Group 3
- CCITT Group 4

Алгоритмы CCITT Group 3 и 4 (иногда называют Fax 3, Fax 4) предназначены для кодирования бинарных растровых изображений. Первоначально они были разработаны для сетей факсимильной связи. В настоящий момент также используются в полиграфии, системах цифровой картографии и географических информационных системах. Алгоритм Group 3 напоминает RLE, так как кодирует линейные последовательности пикселов, а Group 4 — двумерные поля пикселов.
Большинство форматов файлов для хранения растровых изображений позволяет хранить бинарные растры. Например, такие популярные, как TIFF, BMP, PCX и др.

## Области использования
Бинарные изображения в смысле подмножеств пикселов («масок») часто используются в цифровой обработке изображений.
Для исследования формы и структуры некоторых множеств однотипных объектов бинарные растры используются в математической морфологии.
Значительное практическое применение бинарные растровые изображения находят в цифровой картографии и геоинформационных системах, пространственном анализе.

## Задачи обработки бинарных изображений
В пределах теории распознавания образов по отношению к бинарным изображениям может быть выделен ряд подзадач .

### Формирование бинарных изображений из многоградационных
Бинарные изображения получаются при проведении процедуры сегментации исходной многоградационной сцены. Выделяют два подхода:
- Сегментация путём пороговой обработки неоднородных по яркости изображений;
- Сегментация с выделением границ областей.

### Кодирование
Задача кодирования возникает из-за необходимости представления бинарных изображений в цифровом компьютере. В зависимости от типа изображения могут применять различные способы, так для силуэтных изображений используется блочное кодирование, а для графических изображений векторное кодирование.

### Фильтрация
Фильтрация применяется для улучшения изображений и формировании статистик при обнаружении объекта в бинарной сцене или при отнесении его к одному из классов (при классификации).

### Обнаружение и распознавание
Различие между обнаружением и распознаванием достаточно условное, но тем не менее есть. Особенно имеет смысл говорить об обнаружении сигналов, когда число классов равно двум (отсутствие/наличие сигнала). Бинарными изображениями часто изображаются сигналы, например, при радиолокационном наблюдении. Часто требуются определение и классификация по характеру траектории соответствующих подвижных объектов. Так, для отличения искусственных спутников Земли от естественных может быть использован фильтр Кальмана.

## Интерпретация
Большинство графических форматов в случае бинарного изображения указывает, какими цветами должны быть представлены при визуализации пикселы со значениями «0» и «1», однако, не всегда. Например, в PBM информация о цветах отсутствует. В приложениях, связанных с выводом данных на монитор, «0», как правило, означает чёрный цвет. В приложениях, связанных с бумагой, «0» может быть, напротив, белым. Некоторые приложения (например, Intergraph I/RAS B) при загрузке файла перед визуализацией явно предлагают выбрать, какими цветами отображать передний и задний план (значения «1» и «0»).

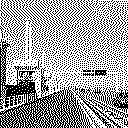
Изображение в псевдополутонах, полученных различной плотностью пикселов одного цвета

Битовое изображение, по определению, не имеет полутонов.
Однако, для имитации полутонов применяется растушёвка (размывка, дизеринг), когда мнимые полутона передаются группами пикселов различной плотности, но одного цвета.

## Неоднозначность терминологии
Иногда битовые изображения называют «монохромными», то есть одноцветными. Однако, «монохромным» может являться и изображение с полутонами.
Бинарное изображение не обязательно должно быть только «чёрно-белым». Оно может быть и «красно-синим», и «серо-зелёным», и любым другим, содержащим лишь два произвольных оттенка.
Неверно называть любое бинарное изображение однобитным. Так, если первый термин указывает на характер самого изображения (наличие всего лишь двух возможных значений пиксела), то второй указывает скорее на способ хранения и представления изображения каким-либо носителем. При этом упускается из виду тот факт, что бинарное изображение может храниться в памяти так, что на 1 пиксел будет отведён 1 байт или др. количество памяти. Последнее часто используют в компьютерах для оптимизации скорости работы вычислительных систем, так как операции с отдельными битами памяти слишком медленны по сравнению с операциями над байтами и словами.
Английский термин bitmap (битовая карта) в компьютерном жаргоне также отягощён переносными значениями. Кроме того, битовые карты используются и для полутоновых, и для цветных изображений.